# Криница (ансамбль)
Ансамбль казачьей песни «Криница» принадлежит к фольклору Кубани и исполняет народные казачьи песни.

## Этимология
Крини́ца — у восточнославянских народов означает родник, колодец, яму с водой, образованную родником, ср. бел. Крыніца (родник); укр. Криниця (колодец). На Буковине есть город Белая Криница, который передается на румынский язык как рум. Fântâna Albă, то есть «белый фонтан». Существует однокоренное слово Кринка, которое означает ёмкость для хранения жидкости.

## Состав ансамбля

Ансамбль «Криница» с президентом России Д. Медведевым

В состав ансамбля входит 20 человек Это молодые, талантливые и самобытные артисты, которые одновременно поют, танцуют и играют на музыкальных инструментах.
Инструментальная группа ансамбля состоит из ударных инструментов, двух баянов, двух балалаек и балалайки-контрабаса.
Коллектив работает в Краевом государственном творческом учреждении «Премьера» имени народного артиста России Леонарда Гатова, под руководством заслуженной артистки России Татьяны Гатовой.

## История ансамбля

Конкурс «Голоса России», г. Смоленск, 1994 год

История ансамбля «Криница» началась в 1994 году под руководством заслуженного деятеля искусств России и республики Адыгея, выпускника ГМПИ им. Гнесиных, доцента Владимира Капаева.
На втором всероссийском гостелерадиоконкурсе «Голоса России» коллектив Краснодарской академии культуры стал лауреатом. Департаментом культуры Краснодарского края были выделены средства для осуществления ансамблем профессиональной работы в Центре народной культуры Кубани.
За 20 лет ансамбль «Криница» побывал с концертами во всех уголках Кубани, выступал на престижных концертных площадках Москвы — зал им. Чайковского, концертный зал «Россия», в Кремлёвском дворце. Со своими гастролями, а также в рамках фестиваля — марафона «Песни России» под предводительством народной артистки России Надежды Бабкиной объехал множество регионов России. Коллектив ансамбля принимает активное участие в театральных постановках краснодарского музыкального театра. Неоднократно давал концерты во Франции, Германии, Испании, Бельгии, Турции, Ливане.
1 октября 2011 года ансамбль при поддержке «Фиа-банка» был приглашен в Тольятти на празднование Международного дня пожилых людей.

## Спонсоры ансамбля
- Компания «Домострой» — Диски ансамбля «Криница»
- Компания «Русский лен» — Интернет-магазин одежды

Концерт в Тольятти